# Dominique Martin Méon
Dominique Martin Méon, né le 1er septembre 1748 à Saint-Nicolas-de-Port et mort à Paris le 5 mai 1829, est un bibliothécaire, un bibliophile, un romaniste et médiéviste français.

## Biographie
Méon travaille au ministère de la guerre, dans les services de fourniture aux armées, pendant la Révolution française ; il perd cet emploi à la fin de 1799 ; à la fin de l'année 1803, il vend la collection remarquable de livres qu'il avait constituée,. De 1807 à 1826, il est conservateur adjoint au département des manuscrits de la Bibliothèque nationale à Paris ; il y organise vers 1820 le fonds dit « Supplément latin » qui regroupe les manuscrits en latin acquis à partir de 1744.
Il est l'éditeur scientifique de textes français du Moyen Âge. Il est particulièrement connu pour sa contribution philologique à l'édition en 1824 du manuscrit français n° 1116 de la Bibliothèque nationale de France, dit "F", du Livre de Marco Polo, publication de grande importance historique, car c'était la première édition d'un manuscrit du célèbre récit de Marco Polo, et qui, comparé à tous les manuscrits conservés, en donnait le texte le plus ancien, daté de 1298, quoique dans un français souvent fautif.
Méon propose en 1826 à Georges-Adrien Crapelet les premiers textes pour la Collection des anciens monumens de l'histoire et de la langue française qui paraît jusqu'en 1834, en particulier Le combat de trente Bretons contre les trente Anglois, Vers sur la mort de Thibaut de Marly et l'Histoire du châtelain de Coucy et de la dame de Fayel.

## Publications
Dominique Martin Méon est l'éditeur scientifique de plusieurs textes médiévaux :
- Blasons, poésies anciennes recueillies et mises en ordre, Paris, P. Guillemot, 1807 (lire en ligne).
- Fabliaux et contes des poètes françois des XIe, XIIe, XIIIe, XIVe et XVe siècles..., publiés par Barbazan[n 1]. Nouvelle édition augmentée et revue sur les manuscrits de la Bibliothèque Impériale, Paris, B. Warée, 1808, 4 vol.[n 2].
- Le Castoiement, ou Instruction d'un père à son fils ; ouvrage moral, en vers, composé dans le XIIIe siècle ... Publié par Barbazan. . Nouvelle édition, augmentée et revue sur les manuscrits de la Bibliothèque impériale, Paris, B. Warée, 1808 (lire en ligne).
- Guillaume de Lorris et Jean de Meung, Le Roman de la Rose. Nouvelle édition revue ... sur les meilleurs ... manuscrits, 4 volumes, Paris, Didot, 1813 ; réédition en 1814 (lire en ligne)[6].
- Nouveau recueil de fabliaux et contes inédits, des poètes français des XIIe, XIIIe, XIVe et XVe siècles, Paris, Chasseriau, 1823, 2 vol. (lire en ligne).
- Avec Roux de Rochelle : Voyages de Marco Polo, tome I du Recueil de voyages et de mémoires publié par la Société de géographie de Paris, 1824 (lire en ligne), transcription du manuscrit fr. 1116 de la Bibliothèque nationale de France (manuscrit en ligne), qui est la plus ancienne rédaction conservée, rédigée en français souvent fautif.
- Le Roman du Renart, publié d'après les manuscrits de la Bibliothèque du Roi des  XIIIe, XIVe et XVe siècles, Paris, Treuttel et Würtz, 1826, 4 vol. (lire en ligne).
- Vers sur la mort, par Thibaud de Marly, imprimés sur un manuscrit de la Bibliothèque du roi, Paris, Georges-Adrien Crapelet, 1826 : premier volume de la Collection des anciens monumens de l’histoire et de la langue françoise, sans lui être rattaché formellement[5].
- L'histoire du châtelain de Coucy et de la dame de Fayel, publiée d'après le manuscrit de la Bibliothèque du roi et mise en françois, Paris, Georges-Adrien Crapelet, 1829, 427 p. ; édition du texte par Alfred Armynot du Chatelet et Méon, traduction par Crapelet (Collection des anciens monumens de l'histoire et de la langue françoise) (en ligne sur Gallica)[5].